# Isola di Vozroždenie
L'isola di Vozroždenie, altresì conosciuta come isola della Rinascita (in uzbeco: Vozrojdeniye oroli; in kazako: Возрождение аралы, traslitterato Vozrojdenıe araly; in russo Остров Возрождения), era un'isola del lago d'Aral che, a causa del progressivo ritiro delle acque, è divenuta una penisola nel 2002 e, successivamente, un istmo. Attualmente è divisa tra il Kazakistan e l'Uzbekistan.

## Storia
Fino alla Rivoluzione di ottobre portava il nome datole dal suo primo esploratore, Butakov Alexei, ovvero Isola di Nicola I. Data l'inaccessibilità del luogo, l'isola di Vozroždenie venne trasformata in uno dei principali laboratori sovietici per effettuare test di guerra biologica dal 1936-1937 per un decennio circa. Nel 1948, un ulteriore laboratorio top-secret per la produzione di armi biologiche venne stabilito qui. Dichiarazioni sulla pericolosità dell'isola vennero fatte da disertori sovietici, incluso Ken Alibek, l'ex capo del programma sulle armi biologiche dell'Unione Sovietica. Fu qui, come si riscontra in documenti successivamente desecretati, che le spore di antrace e i bacilli di peste bubbonica furono trasformati in armi e le stesse immagazzinate. Il principale insediamento nell'isola era Kantubek, oggi abbandonato, che una volta aveva una popolazione di circa 1.500 abitanti.
I membri dello staff del laboratorio abbandonarono l'isola nel tardo 1991. Molti dei contenitori che conservavano le spore ed i bacilli non furono immagazzinati o distrutti correttamente. Nel corso dei dieci anni successivi, molti degli involucri si erano deteriorati al punto da non contenere il pericolosissimo materiale in essi conservato. Dato l'incessante recedere del lago e l'inevitabile ricongiungimento dell'isola con la terraferma, c'era il timore che gli animali presenti nei dintorni potessero addentrarsi nell'impianto ed entrare in contatto con gli agenti contaminanti e disperderli nell'ambiente con gravissimo rischio di epidemie mortali.

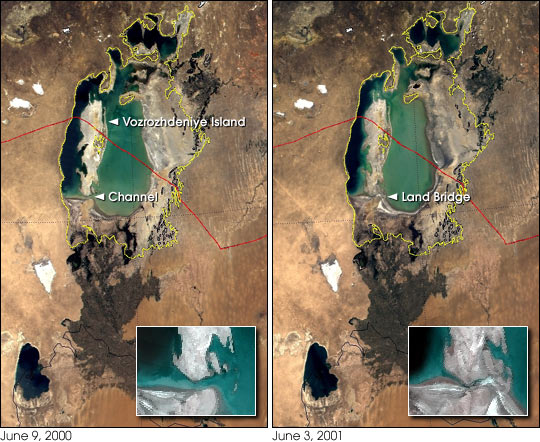
Immagine dell'estate 2001. Vozroždenie non risulta più un'isola, in quanto legata alla terraferma

Brian Hayes, un ingegnere biochimico, tramite il trattato di riduzione del Pentagono, ha condotto una spedizione nella primavera-estate del 2002 per neutralizzare quella che è probabilmente la più grande discarica di antrace nel mondo. Il suo team di 113 persone ha neutralizzato tra le 100 e le 200 tonnellate di antrace in tre mesi. Il costo dell'operazione di bonifica è stato di circa 5.000.000 $.